# David Givney
David Givney – australijski judoka.
Uczestnik mistrzostw świata w 1969 i 1971. Złoty medalista mistrzostw Oceanii w 1970 i 1977. Mistrz Australii w 1968, 1969 i 1971 roku.